# ONE MIDTOWN
22°22′21″N 114°06′28″E / 22.3726°N 114.1078°E

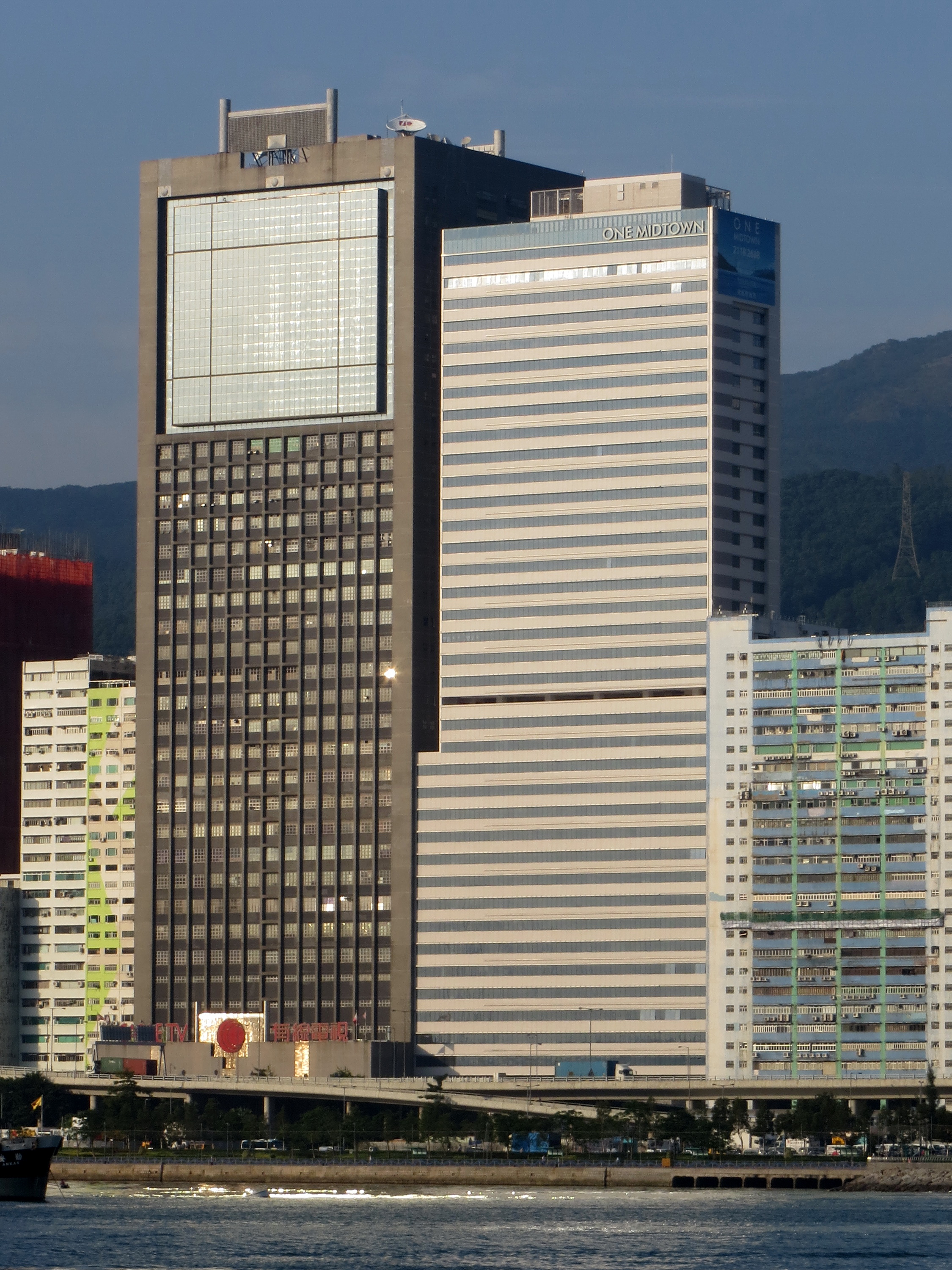
ONE MIDTOWN，左方為香港有線電視大厦，右方為金熊工業中心。

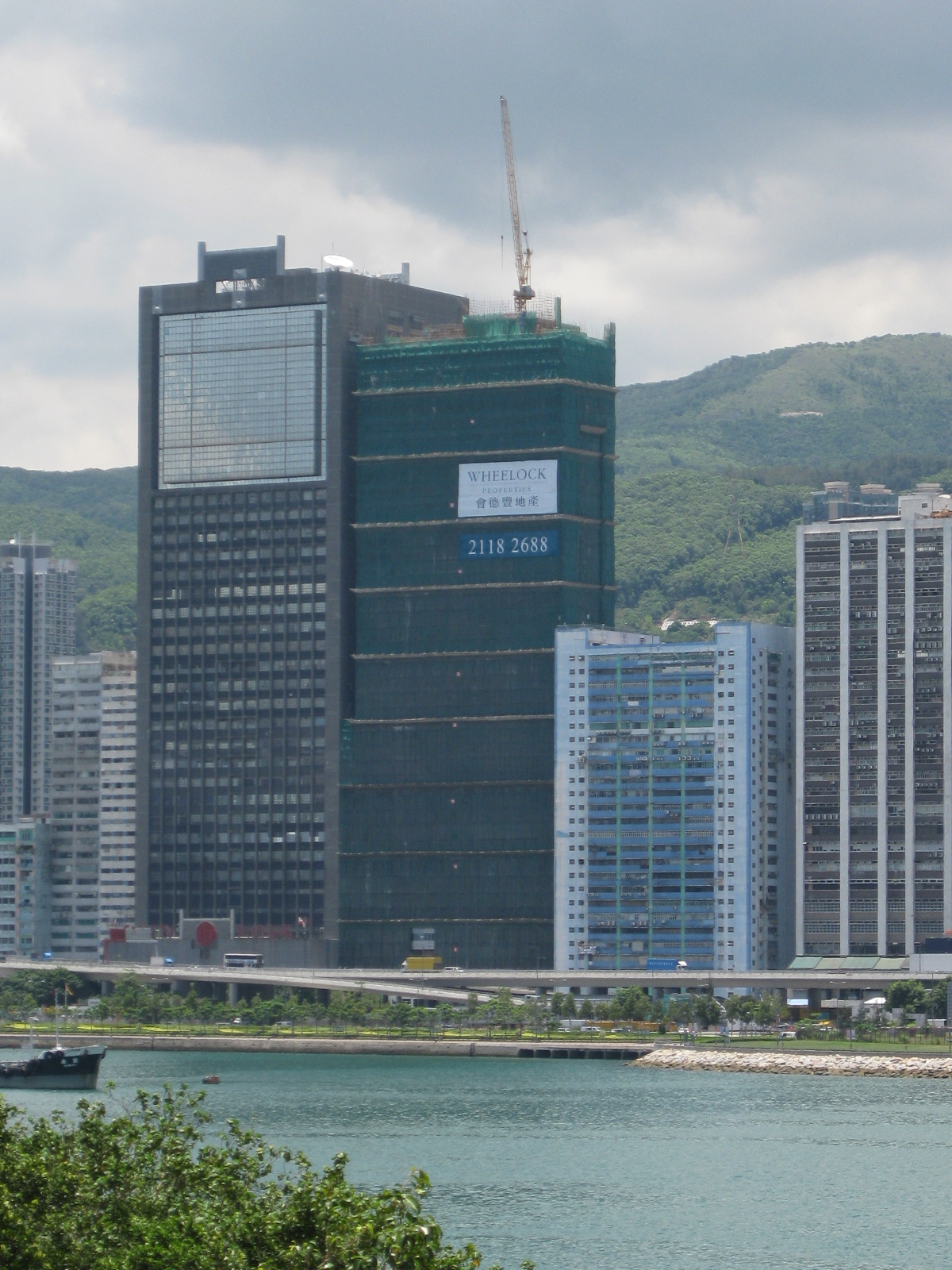
2011年6月興建中的ONE MIDTOWN

ONE MIDTOWN是香港新界一座新型工業大廈，為會德豐旗下的工貿重建項目，位於新界荃湾區海盛路11號，香港有线电视大厦旁边。2011年8月20日起，大廈开始拆售。大樓樓高36層，可建樓面面積585,093呎，寬免面積155,243呎，發水比例33%。

## 簡介
大廈樓高36層，每層面積約1.7萬平方呎，可建樓面面積585,093呎，寬免面積155,243呎，發水比例33%。其中5至10樓預留予數據中心客戶，佔地約10萬方呎。單位可享藍巴勒海峽海景或山景。
大廈鄰近住宅海之戀和祈德尊新邨，附近則有荃灣廣場、港鐵荃灣西站和如心廣場等。

## 交通
| 交通路線列表              |
| ------------------------- |
| 港鐵 - █ 屯馬綫：荃灣西站 |

## 外部連結
- ONE MIDTOWN 官方網站（页面存档备份，存于）